# Campionati mondiali juniores di slittino 2009
I Campionati mondiali juniores di slittino 2009 si sono disputati a Nagano, in Giappone, il 14 e il 15 febbraio 2009 sulla pista olimpica. È la seconda volta che la manifestazione si svolge in una località nipponica infatti in precedenza fu Sapporo a ospitare l'evento nel 1992.

## Podi[1]
| Evento          | Oro                                                                         | Tempo                           | Argento                                                             | Tempo                           | Bronzo                                                                        | Tempo                           |
| Singolo Uomini  | Julian von Schleinitz                                                       | 1:40.875                        | Sascha Benecken                                                     | 1:41.043                        | Semën Pavličenko                                                              | 1:41.427                        |
| Singolo Donne   | Madeleine Teuber                                                            | 1:30.511                        | Carina Schwab                                                       | 1:30.535                        | Lisa Liebert                                                                  | 1:30.841                        |
| Doppio          | Nico Walther Nico Grünneker                                                 | 1:29.841                        | Daniel Rothamel Chris Rohmeiß                                       | 1:30.035                        | Tristan Walker Justin Snith                                                   | 1:30.374                        |
| Staffetta Mista | Germania Julian von Schleinitz Madeleine Teuber Nico Walther Nico Grünneker | 2:25.801 50.819 47.407 47.575 . | Stati Uniti Robert Huerbin Kate Hansen Trent Matheson Taylor Morris | 2:26.116 51.350 47.111 47.655 . | Russia Georgij Talijpov Tat'jana Ivanova Aleksandr Denis'ev Vladislav Antonov | 2:26.469 51.304 47.536 47.629 . |

## Medagliere
| Posiz. | Nazione     | Oro | Argento | Bronzo | Totale |
| ------ | ----------- | --- | ------- | ------ | ------ |
| 1      | Germania    | 4   | 3       | 1      | 8      |
| 2      | Stati Uniti | 0   | 1       | 0      | 1      |
| 3      | Russia      | 0   | 0       | 2      | 2      |
| 4      | Canada      | 0   | 0       | 1      | 1      |